# Balatonfüred
Balatonfüred è una città della contea di Veszprém in Ungheria, situata sulla costa settentrionale del lago Balaton. Località turistica, è dotata di due porti turistici ed è tra le mete preferite dei pescatori. La temperatura del lago nelle sue vicinanze si mantiene sopra i 20 °C da maggio a settembre e la qualità dell'acqua è eccellente.
La città dispone di moderni alberghi, residenze e ampi campeggi capaci di ospitare circa 50 000 visitatori nel periodo estivo. Nei dintorni si trovano i villaggi di Tihany, Aszófő, Balatonszőlős e Csopak, famosi per i loro vigneti e le loro spiagge.
La città è collegata al resto del Paese dalla strada statale numero 71, ed è collegata a Budapest anche da una ferrovia a binario unico.

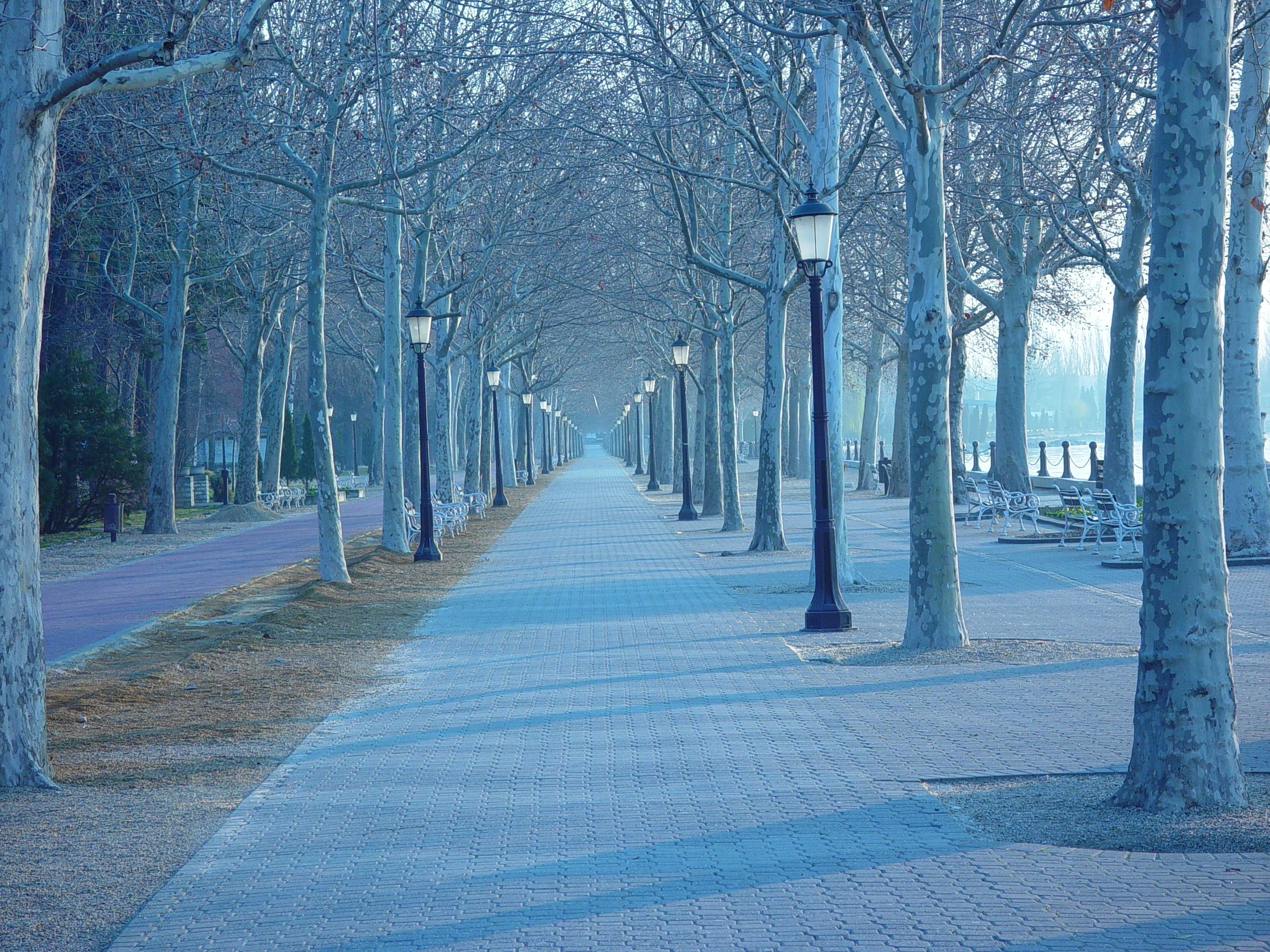
La passeggiata Tagore

Nella città e nelle vicinanze si trovano numerose sorgenti di acqua termale, che vengono usate a scopo terapeutico fin dal XVII secolo. Balatonfüred venne ufficialmente riconosciuta come centro termale nel 1772. L'acqua proveniente da queste sorgenti, contenente anidride carbonica e oligoelementi di potassio, calcio, sodio e zolfo, viene riscaldata fino a 32-34 °C e usata per trattamenti idroterapici.
La clinica cardiologica di Balatonfüred vanta il più grande centro di riabilitazione cardiologica dell'Ungheria. La clinica si trova sulle rive del lago ed è fiancheggiata dalla passeggiata Tagore, così chiamata in onore di Rabindranath Tagore, poeta indiano Premio Nobel per la letteratura, che venne curato in questo centro.

## Amministrazione

### Gemellaggi
Balatonfüred è gemellata con:
- Abbazia
- Arpino
- Castricum
- Germering
- Kouvola
- Covasna